# Rissa (fugleslægt)
Rissa er en lille slægt af fugle i familien mågefugle, der er udbredt med to arter i Nordamerika og Eurasien. Fra Danmark kendes riden (Rissa tridactyla) som ynglefugl.

## Arter
De to arter i slægten Rissa: 
- Ride, Rissa tridactyla
- Rødbenet ride, Rissa brevirostris